# المنجشانية
المَنْجَشانيّة موضع في طريق الحج البصري في الأطراف الغربية لمنطقة البصرة في طرف البادية بالعراق، وهي مُتَبَرَّز الناس من البصرة، قال ياقوت الحموي "وهو منزل وماء لمن خرج من البصرة يريد مكة، وفي كتاب البصرة للساجي المنجشانية حدّ كان بين العرب والعجم بظاهر البصرة قبل أن تخط البصرة وبها منظرة مثل العذيب تنسب إلى منجش(1) مولى قيس بن مسعود بن قيس بن خالد وبه سميت وهو ماء ومنزل وكانت في الجاهلية مسلحة لقيس ابن مسعود، وقال أبو عمرو بن العلاء: كان قيس بن مسعود الشيباني على الطّفّ من قبل كسرى فهو اتخذ المنجشانية على ستة أميال من البصرة وجرت على يد عضروط له يقال له منجشان فنسبت إليه. وذكر ابن رسته، وابن خرداذبة أن بين البصرة والمنجشانية 8 أميال(2). وذكرَ عوض السرور في كتابه (طريق الحج البصري) أن بين البصرة والمنجشانية 8 أميال عربية تعادل 16 كيلومتراً، وقال ابن الفقيه في كتابه البلدان "وإنما كانت البصرة منازل ينزلها الجند مثل منجشان صاحب المنجشانية"، وقال حيّان بن ضمرة الباهلي "مَرّتْ بنا عائشة بالمنجشانية"، وقال أبو حاتم "المذراع ما دنا من المِصْر من القرى الصغار نحو النحيت والمنجشانية"، وروى ابنُ حزم في قسم الحج من كتابه المُحلّى عن عبد الرحمن "أنه رأى عثمانَ بنَ أبي العاص أحرمَ من المنجشانية بقرب البصرة". وفي رواية "وهي قريبة من البصرة". وفي وصف الجهضمي الكبير لطريق الحج البصري، ذكرَ الجهضميُّ اسمَ (المحدثة) مكان المنجشانية. قال علي المياحي "وهكذا فإن النخيلة شأنها شأن المنجشانية تحتل موضعاً في البادية لا يبعد كثيراً عن مراكز العمران الكبيرة حيث تتوفر المياه".

## الهوامش
- «1»: قال طارق نجار في كتابه (المنسوبات السماعية) "والقياس يقتضى أن يكون منجشية وعلة العدول هي الفرق بين المنجشانية وغيرها مما ينسب إلى منجش فإذا أطلق اسم المنجشانية صرف إليها دون غيرها مما ينسب إلى منجش".[13]
- «1»: ذُكر في موقع إسلام أون لاين "اختلف الفقهاء في تحديد الميل والأغلب أن الميل يعادل ألف باع، وهو ما يوازي (1848) متراً".[14]